# Alliance Muhajirin wa-Ansar
L'Alliance Muhajirin wa-Ansar (تحالف المهاجرين والأنصار en arabe, signifiant « Alliance des Émigrants (muhadjir) et des Aidants (ansâr) ») était une alliance de groupes salafistes, active entre 2014 et 2015, durant la guerre civile syrienne. 

## Composition
Les groupes qui composaient l'alliance étaient Jund al-Aqsa, Liwaa al-Umma, Omar Brigade et Liwa al-Haq. 
Deux de ses principaux membres, Jund al-Aqsa et Liwa al-Haq, se sont joints à l'Armée de la conquête en 2015, s'alliant ainsi au Front al-Nosra.